# カワウ

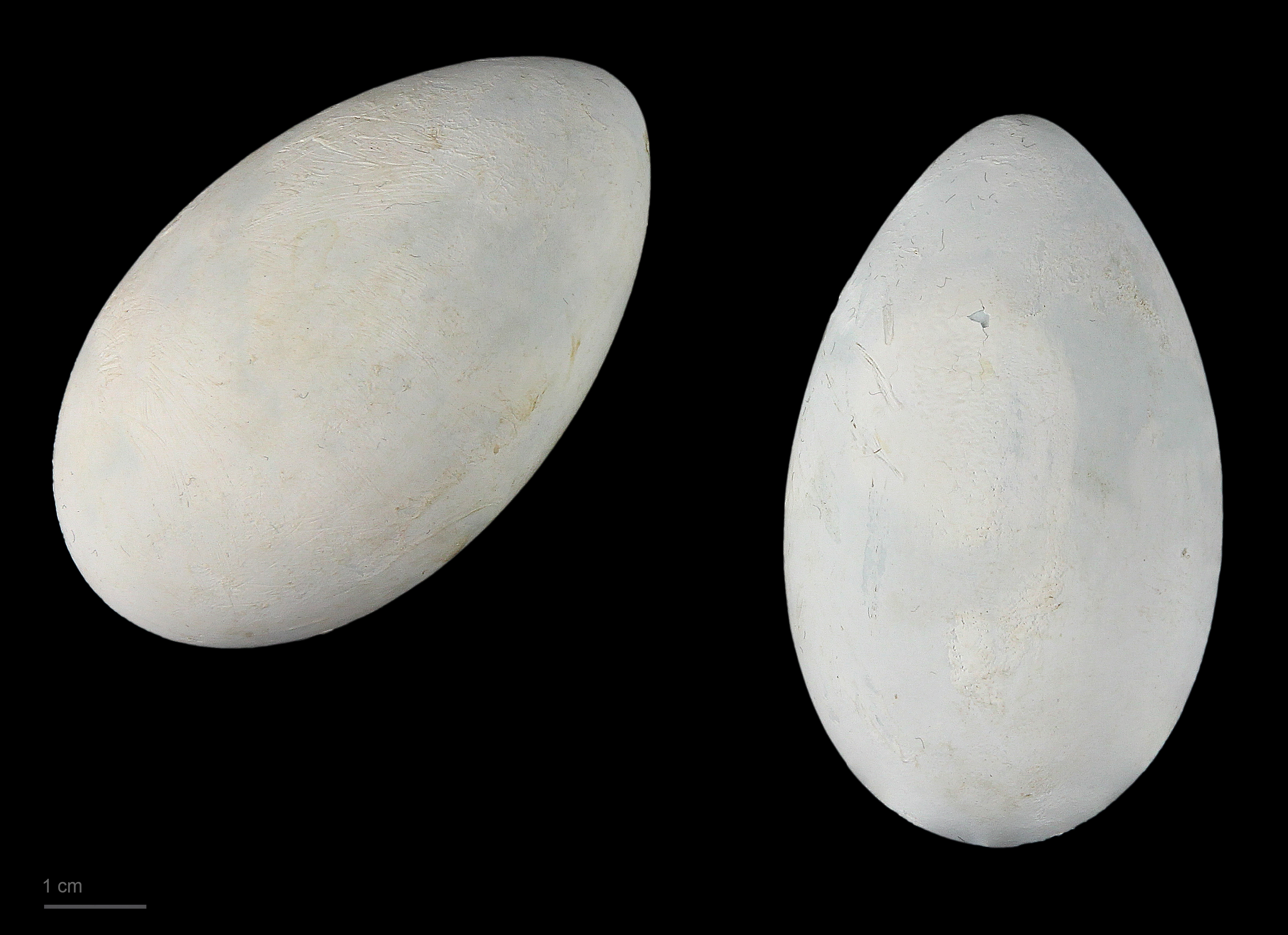
卵

カワウ（河鵜、川鵜、学名: Phalacrocorax carbo）は、カツオドリ目（以前はペリカン目に分類された。Sibley分類ではコウノトリ目に属する）ウ科に分類される鳥類の一種。名前の由来は文字通り「河（川）」に生息する「鵜」である。ただし、河川のみならず、湖沼、河口付近や浅海域でも普通に見ることができる。

## 分布
カワウはアフリカ大陸、ユーラシア大陸、オーストラリア大陸、ニュージーランド、北アメリカ大陸東部沿岸、グリーンランドの一部など広い範囲に分布する。
日本では主として本州、四国、九州に繁殖地があり、留鳥（または漂鳥）として生息する。本州北部では夏鳥として繁殖し、青森県下北半島の付け根に位置する六ヶ所湖沼群が繁殖の北限とされていたが、2001年（平成13年）には北海道でも繁殖が確認された。青森県､北海道には夏鳥（3月中旬-11月上旬）として飛来するほか、冬鳥として九州、対馬、伊豆諸島、小笠原諸島（聟島、父島、母島）、奄美群島、琉球諸島（沖縄島、久米島、伊是名島、渡嘉敷島、宮古島、石垣島、西表島、与那国島、波照間島）、大東諸島（北大東島、南大東島）が知られている。

### 分布と個体数の変動
日本においては、1920年代以前には本州、四国、九州に広く生息していたが、1970年代には3000羽以下まで減少し、1971年（昭和46年）の繁殖地は、鵜の山（愛知県）、不忍池（東京都）、沖黒島（大分県）の3か所のみとなった。1980年代初頭の繁殖地は下北半島（青森県）、上野公園の不忍池（東京都）、知多半島（愛知県）、南伊勢町五ヶ所浦（三重県）、沖黒島（大分県）などであった。その後、1980年代には2万-2万5000羽、2000年（平成12年）末には5万-6万羽までに増加した。公害規制による河川水質の向上で餌となる魚が増え、1990年代以降、その数は飛躍的に増加した。現在15万羽以上に増えたと推測される。

## 亜種
- P. carbo carbo (Linnaeus, 1758) 基亜種 - 北ヨーロッパ、北アメリカ北部。冬季はガルフ・コースト、アフリカ北西部まで[14]。
- P. carbo sinensis - 北・中央ヨーロッパから中国南部。冬季は東南アジア（インドネシアを含む）まで[14]。
- P. carbo hanedae (Kuroda, 1925) 亜種カワウ - 日本（北海道[15]、本州[14]、四国、九州）、サハリン、韓国、台湾[2]。
- P. carbo maroccanus - アフリカ北西部沿岸（モロッコからモーリタニア）[14]。
- P. carbo lucidus - アフリカ（サハラ砂漠以南）、カーボベルデ [14]。
- P. carbo novaehollandiae - オーストラリア、タスマニア、ニュージーランド、チャタム諸島 [14]。

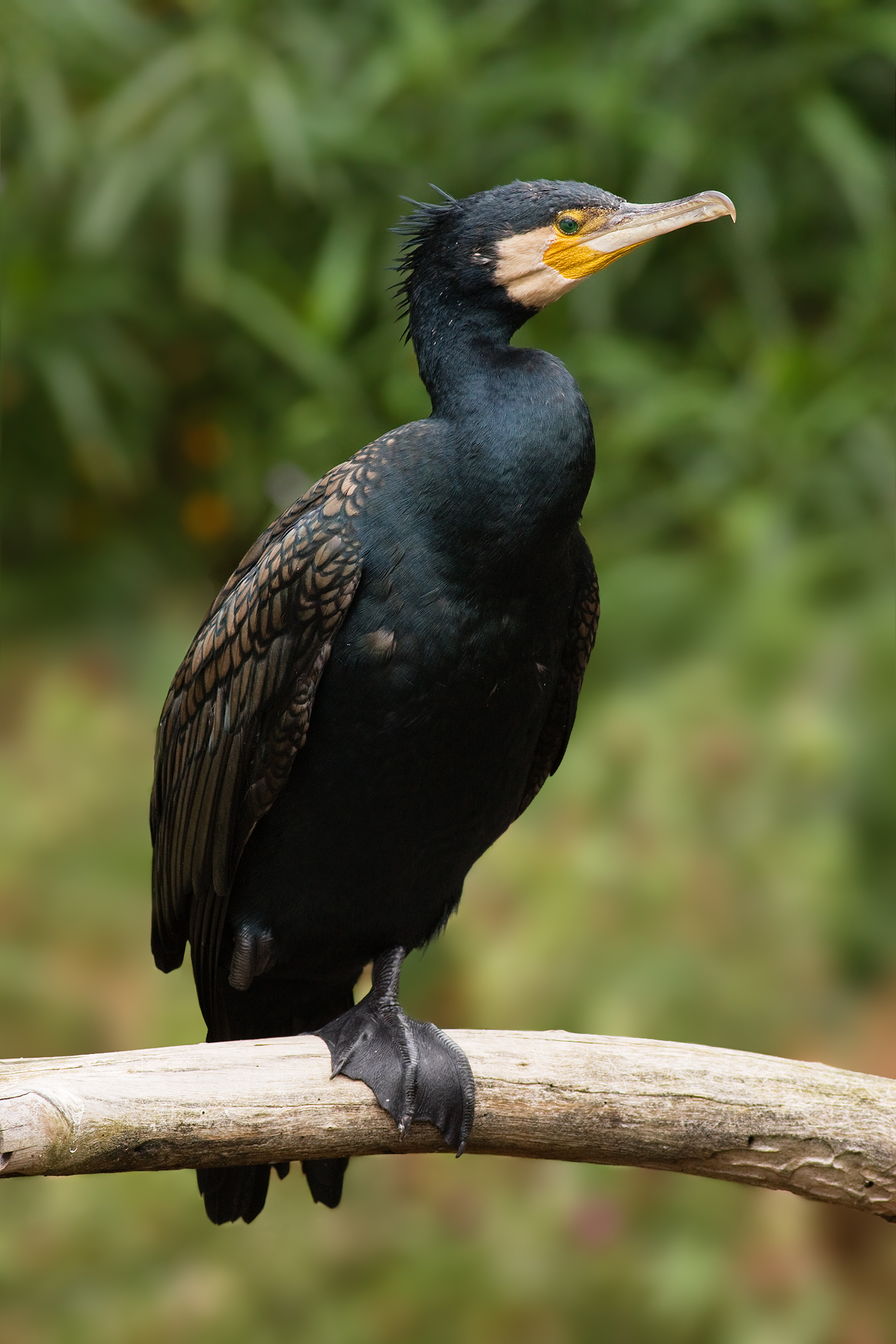
カワウ（オーストラリア）

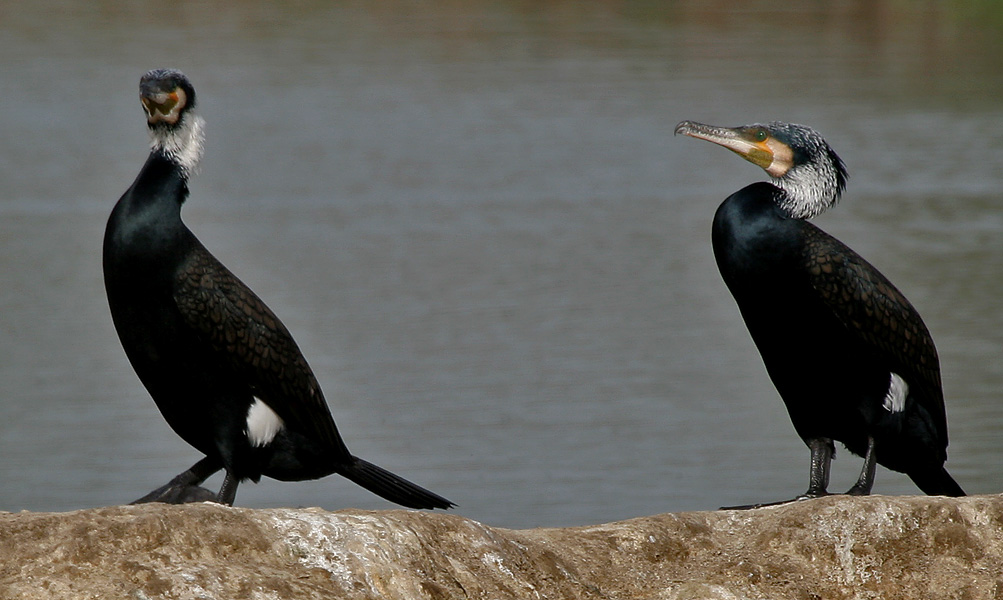
繁殖羽（インド）

## 形態
全長約82cm (80-101cm)、翼開長約135cm (130-160cm)。体重1.81-2.81kg。嘴峰長5.9-6.9cm、跗蹠長5.7-6.0cm、尾長15.1-16.1cm。大形で全身がほとんど黒色のウ類であり、大きさ、色ともウミウに似るが、背や翼には褐色みがあり、嘴の基部の黄色い口角部分には丸みがある。ウ類の特徴としてくちばしの先はかぎ状で、足は全蹼の水かきを持つ。雌雄同色で、全体に黒い羽色だが、繁殖期には婚姻色（繁殖羽）として頭部が白くなり、腰の両側に白斑が出る。若鳥は全体に淡褐色で、胸などの下面が淡くて白っぽい個体もいる。
日本の亜種カワウ P. c. handae は最も小形で、ウミウよりもやや小さい。

## 生態

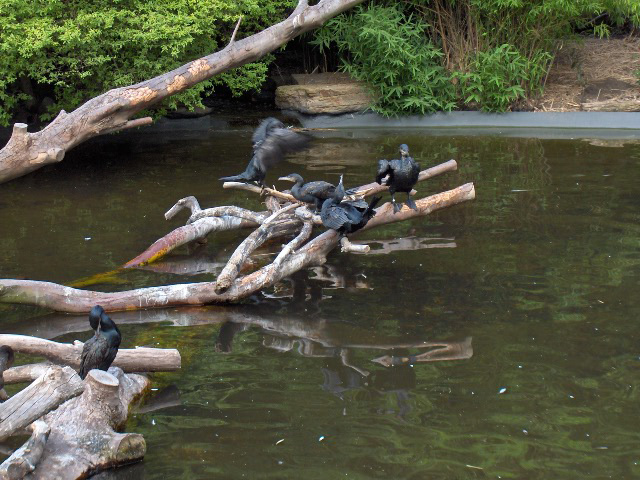
繁殖地のカワウ

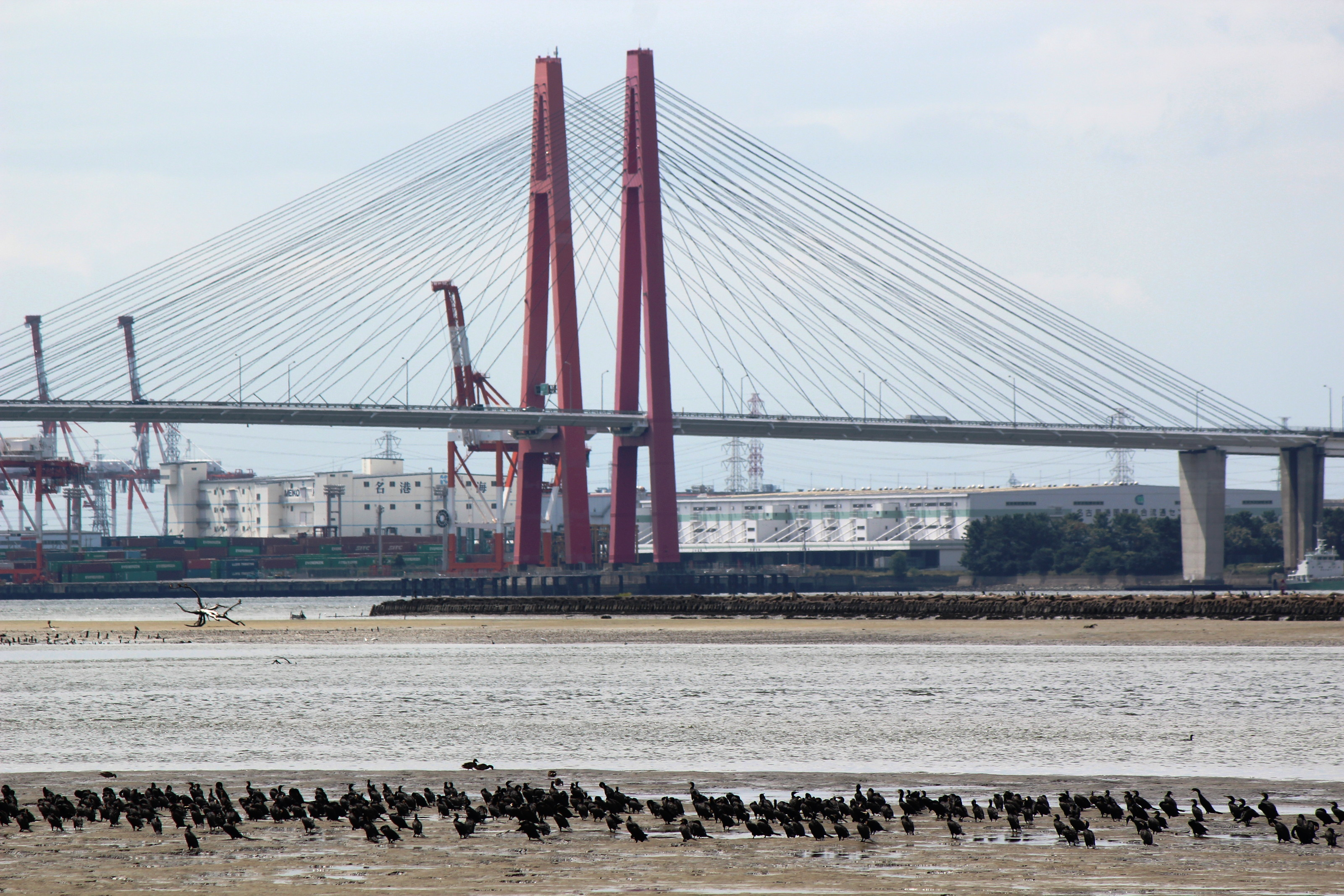
藤前干潟に留まるカワウの群れ

主に河川部や湖沼などに生息し、近年は個体数が増加した影響からか海上でも見られる。本種の主なエサである魚類が、人の手による無計画な放流により上流域にも生息するようになったので、本種もまた山間部など上流域に進出している。

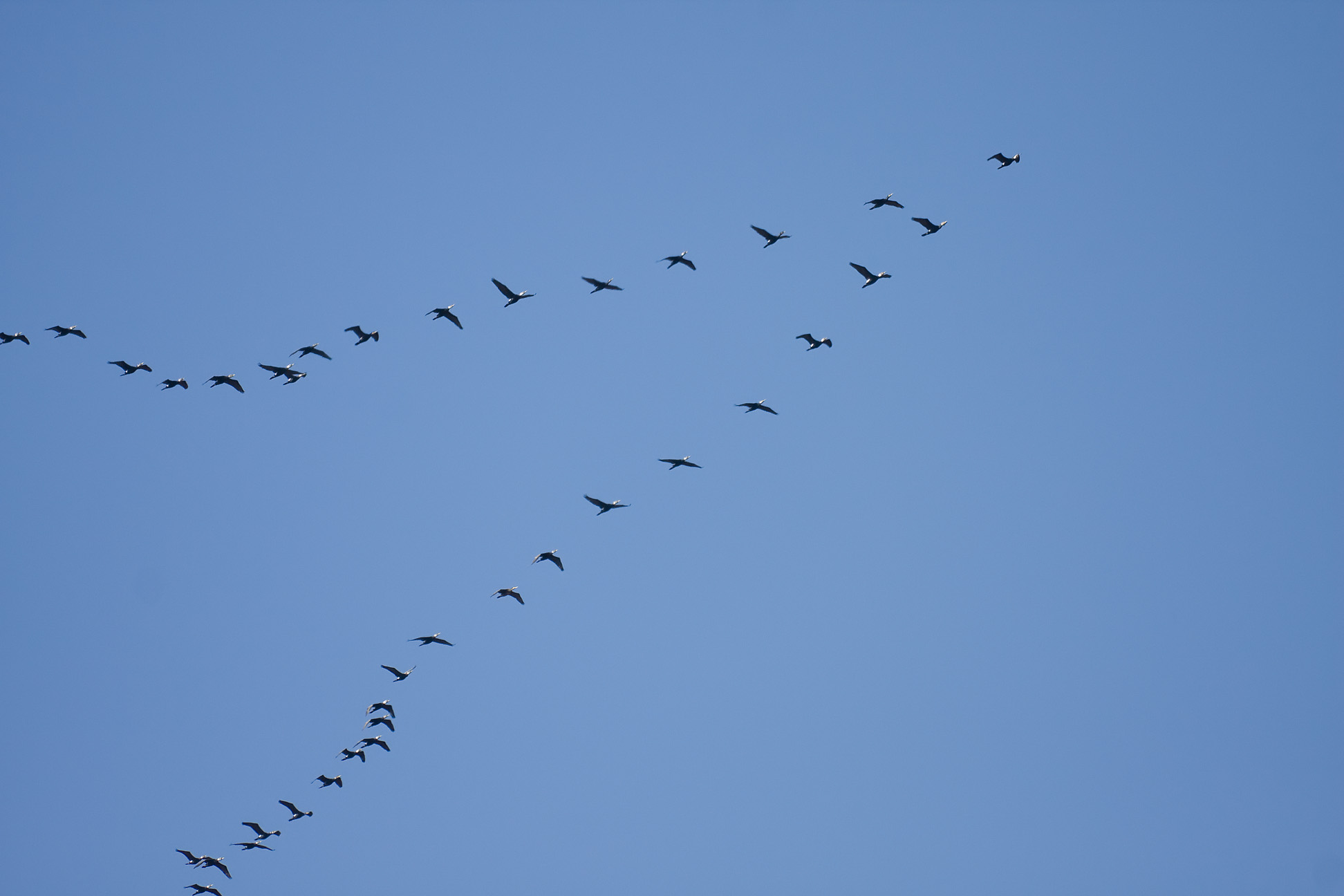
V字飛行

カワウは群れで溜まる場所をいくつか持っており、そこで休息と睡眠をとる。夜明けには採餌のために隊列を成して餌場に向かい、夕方になると再び群れでねぐらに戻る。群れでの飛翔時には、V字形に編隊を組んで高く飛ぶことが多い（単体の場合もある）。1日の移動距離は10-20kmとされる。

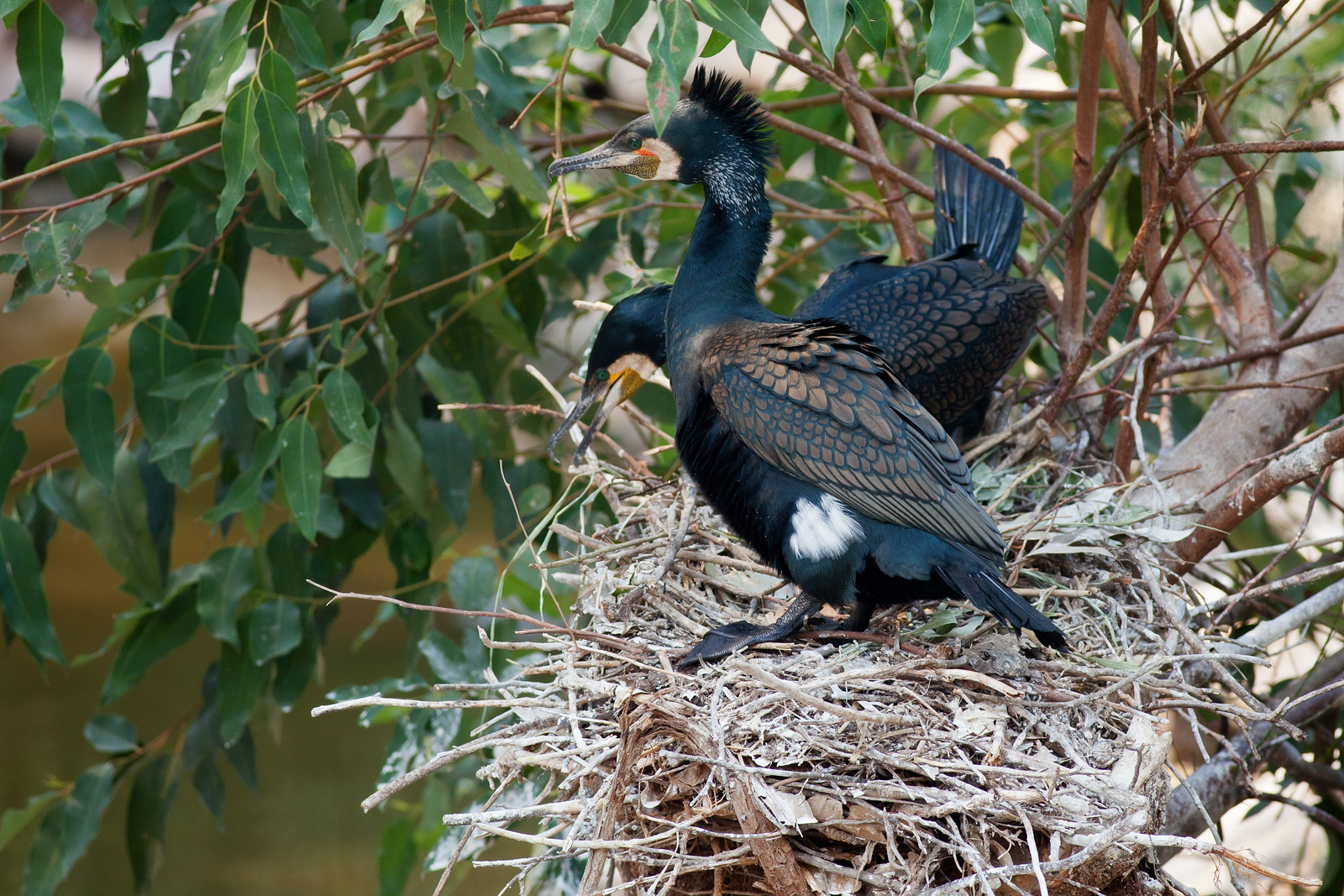
巣（オーストラリア）

このねぐらの内からコロニーを水辺に形成し、繁殖を行う。この群れは数十羽から数千羽にまで及ぶこともある。季節を問わず冬でも繁殖できるが、営巣活動は春先と秋に特に活発である。一夫一妻で、枯れ枝などを利用して樹上や鉄塔などに皿形の巣を作る。淡青色で無斑の卵を通常3-4個（1-6個）産み、雌雄交代で抱卵する。卵の大きさは長径5.7-6.7cm、短径3.7-4.18cm。卵は約1か月（抱卵期間24-28日）で孵化し、雌雄で育雛する。雛は通常およそ30-45日で巣立つ。
鳴き声は「グルルルル」「グワワワ」「ゲレレレ」など、コロニーにおいて、喉を震わせて何度も鳴き、時に「グワッグワッ」「グワー」という短い声や伸ばす声も発する。雛は高い声で「ピューユイ、ピューユイ、ピー」と鳴いて親鳥に給餌を求める。営巣地以外ではあまり鳴かず、飛翔時に鳴き声を聞くこともほとんどない。

### 食性
餌となるのはほとんど魚類で、潜水して捕食する。捕獲する際には時に1分以上、水深10m近くまで潜水することもある。1羽で1日500gの魚を食べるとされ、魚種の選択性はない。近縁種のウミウも同様に巧みな捕食者で、鵜飼いにも利用されるのはよく知られている。大正より前にはウミウと混同されていた。山梨県での調査報告によれば、多い順にアユ、オイカワ、ウグイであった。

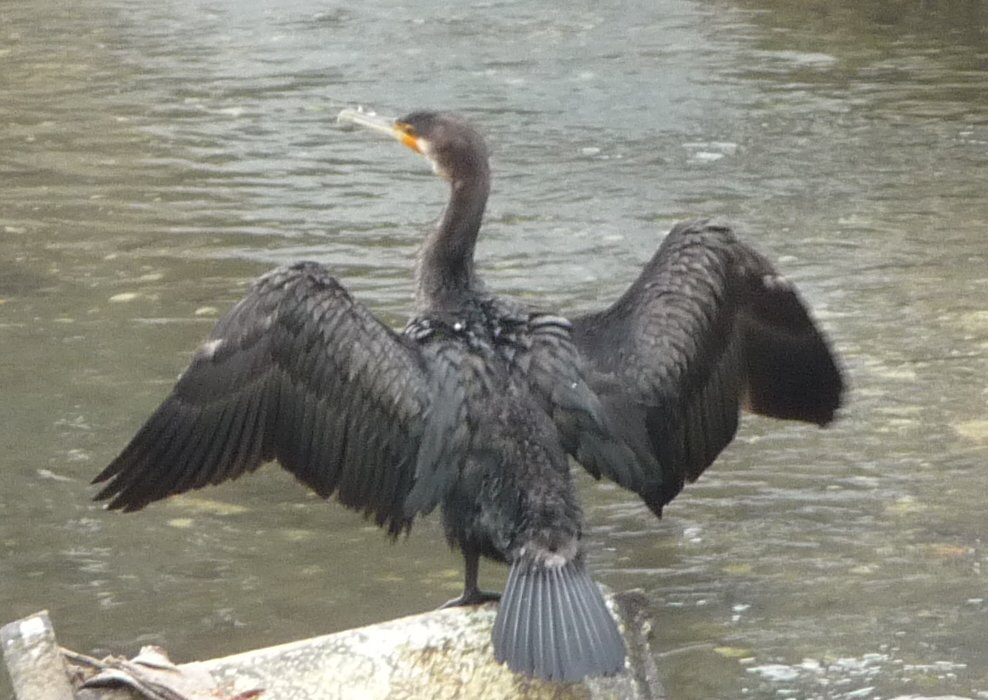
長時間、小刻みに震わせ翼を乾かすカワウ（2008年8月24日、千葉県下の一級河川）

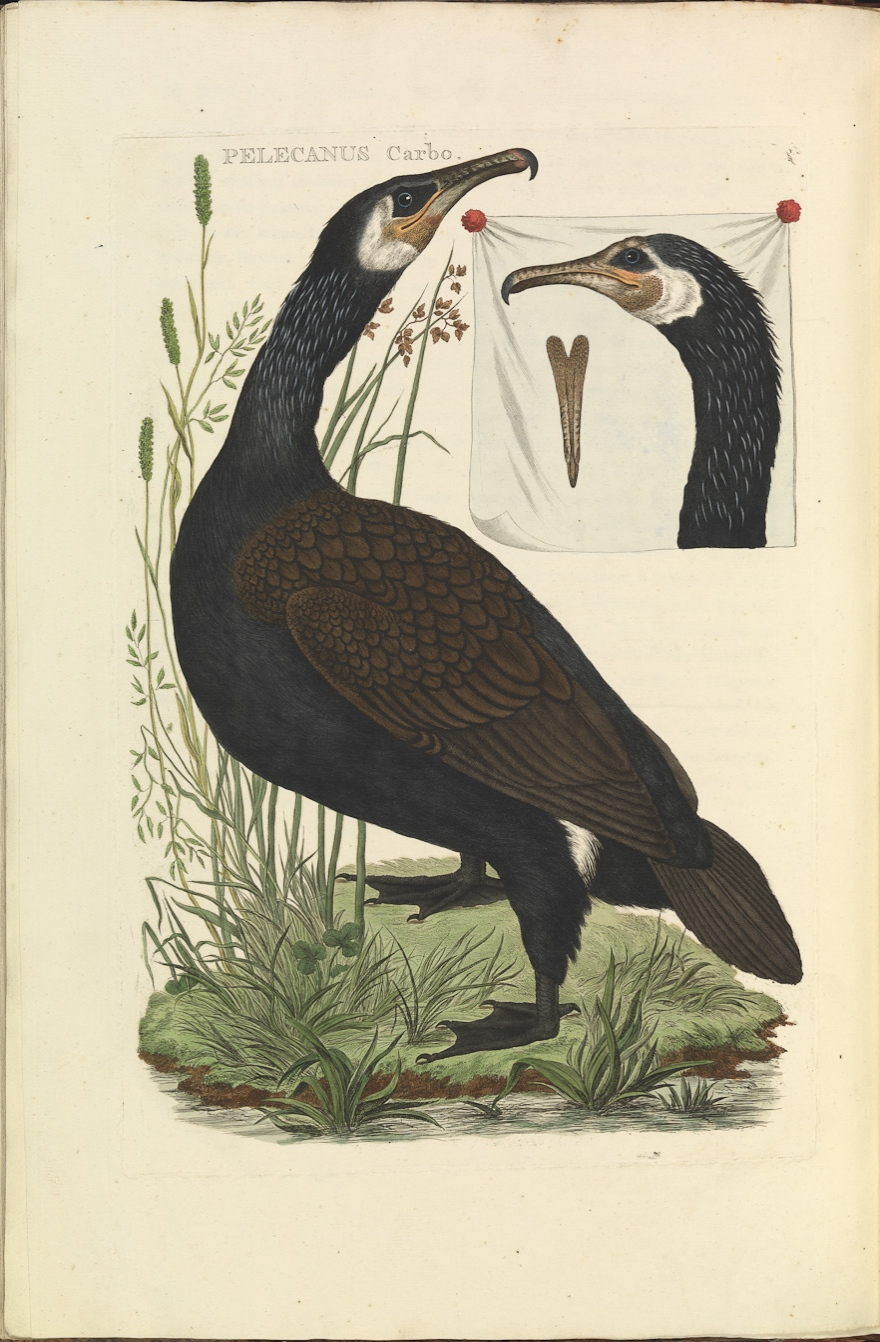
Phalacrocorax carbo in Nederlandsche Vogelen (en: Dutch Birds), Vol. 1 (1770)

ウ類の翼羽は油分が少なくあまり水をはじかないため、長時間、同じ姿勢を保ち濡れた翼を広げ小刻みに震わせ翼を乾かす習性を持つ。

## 分布拡大による問題点
カワウは営巣時、生木の枝を折り取るため、コロニーでは樹木の枯死が広範囲にわたって起こることが多い。また、多量の真っ白な糞によりコロニーや採餌場所では水質汚染や土壌汚染、悪臭、景観の悪化など招く他、糞が植物の葉を覆って光合成を阻害し、植物を枯らす。
和歌山市で大規模断水を招いた、紀の川に架かる六十谷水管橋の崩落（2021年10月）も、市の調査委員会はカワウの糞害が鋼材腐食の一因となったと結論付けている。
日本の大コロニーとしては、不忍池や琵琶湖の竹生島が知られているが、後者は1983年（昭和58年）の生息確認から、わずか10年近くで3万羽を数えるまでに拡大したことで注目を集めている。竹生島のコロニーからは、若い個体が日本各地へ巣立ちをしており、中には九州にまで到達した個体も確認されている。こうした生息域の広がりは、地域固有の環境を破壊したり、漁協などによって人為的に放流されたアユやアマゴなどの漁業に被害を与えたりして深刻な状況となっている。
江戸時代にもカワウの糞による樹木の枯死が嫌悪されていたとされるものの、生息数そのものは現在の「増加した状態」と変わらなかったものとされ、現在殊更に問題視されるようになったのは、当時は森林が広大で、営巣地が枯死した後に他の場所へ移動して、その間に樹木が回復するサイクルが出来ていたのであろうとされる。また後述されるように糞が肥料として好まれた点もある。
2007年（平成19年）3月、環境省は鳥獣保護法に基づく狩猟対象にする方針を決め、2007年6月1日以降には狩猟鳥となり、狩猟可能な期間と地域であれば特別な許可なく捕獲できるようになった。新たに狩猟鳥に加えられたのには、全国で70億円を超すとされる本種による農林水産業被害に拠るところが大きいが、本種の形成するコロニーにより、その周囲の生態系がかく乱されるのを防止することも重視されたようである。
しかし江戸時代以前から本種はその肉にも羽毛にも大した利用価値はなく、現在もその状況は変わらないので、狩猟鳥になったといってもハンターが積極的に本種を狩猟するかどうかには疑わしいものがあり、ゆえに狩猟による個体数の減少を期待するのは見当違いである、といった意見もある。ただし、狩猟鳥となったことで被害を理由とした駆除の許可を得やすくなったことは確かである。
一方、愛知県知多郡では古くに糞が農業肥料用に重用され、町の財源を潤した。その代価で小学校が建設されたこともあり、現在でもカワウは町のシンボルである。美浜町の繁殖地「鵜の山」は国の天然記念物として1934年（昭和9年）1月22日に指定された。
日本国外でもカワウの急増による被害は起きており、アメリカ合衆国のコロンビア川では現地で絶滅が危惧されている鮭がカワウの被害を受け、鮭を守る為にアメリカ陸軍がカワウの駆除を行っている。

## 保全状況評価
国際自然保護連合（IUCN）により、レッドリストの軽度懸念（LC）の指定を受けている。